# (2944) Peyo
(2944) Peyo ist ein Asteroid des mittleren Hauptgürtels, der am 31. August 1935 vom deutschen Astronomen Karl Wilhelm Reinmuth an der Landessternwarte Heidelberg-Königstuhl (IAU-Code 024) entdeckt wurde.
Der Asteroid befindet sich in einer 11:4-Bahnresonanz mit dem Planeten Jupiter, das heißt, dass bei vier Umkreisungen der Sonne von Jupiter der Asteroid die Sonne elfmal umkreist.
(2944) Peyo wurde am 6. April 1993 nach dem belgischen Comiczeichner Pierre Culliford (1928–1992) benannt, der als Peyo bekannt wurde und dessen erfolgreichste Kreation „Die Schlümpfe“ sind. Die Benennung nach Peyo wurde vom belgischen Astronomen Jean Meeus vorgeschlagen, der auch den Widmungstext verfasste. Unterstützt wurde der Vorschlag von den deutschen Astronomen Gerhard Klare und Lutz D. Schmadel. Nach dem spanischen Namen der Schlümpfe wurde 2024 der Asteroid (12994) Pitufo benannt.